# Poison Ivy (postava)

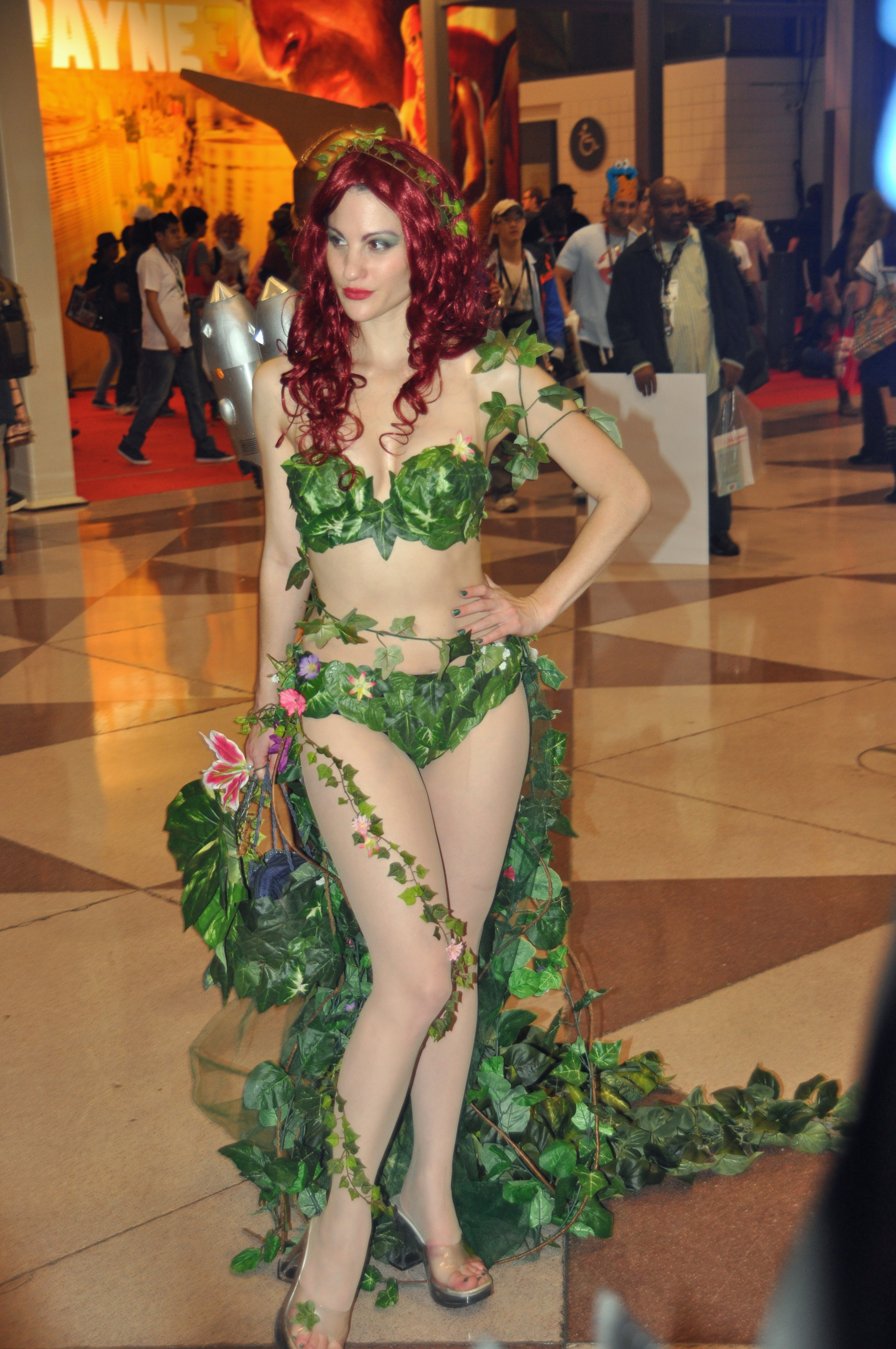
Cosplay Poison Ivy

Poison Ivy je fiktivní postava z komiksů amerického vydavatelství DC Comics, obvykle z komiksů o Batmanovi. Byla vytvořena scenáristou Robertem Kanigherem a kreslířem Sheldonem Moldoffem roku 1966.
Její pravé jméno je Pamela Lillian Isley. Byla to atraktivní a nadaná botanička. Jednoho dne ji svedl kriminálník Marc LeGrande. Přiměl jí, aby pro něj ukradla tajuplný egyptský artefakt. Měla se v něm nacházet starodávná bylina neznámých vlastností. Pamela tak učinila. Věděla ovšem příliš mnoho informací a proto byla kriminálníkem (přítelem) přiotrávena bylinou, kterou před nedávnem ukradla. Rostlina jí však žádným způsobem neublížila, ale propůjčila jí nadpřirozené schopnosti. Začala být imunní vůči všem jedům a nemocem na světě. Dokázala také ovládat mocnosti Matky Přírody.
Pamela Lillian si od té doby začala říkat Poison Ivy. Všechny své schopnosti chtěla poté využít pro plnění svých snů.
Poté se rozhodla odcestovat do Gotham City.
Její nejlepší kamarádkou je Harley Quinn.